# Évora
Évora – miasto w Portugalii, w dystrykcie Évora, historyczna stolica regionu Alentejo w podregionie Alentejo Central. Jest siedzibą gminy o tej samej nazwie. Historyczne centrum miasta wpisano na Listę Światowego Dziedzictwa Ludzkości UNESCO w 1986 roku.

## Historia

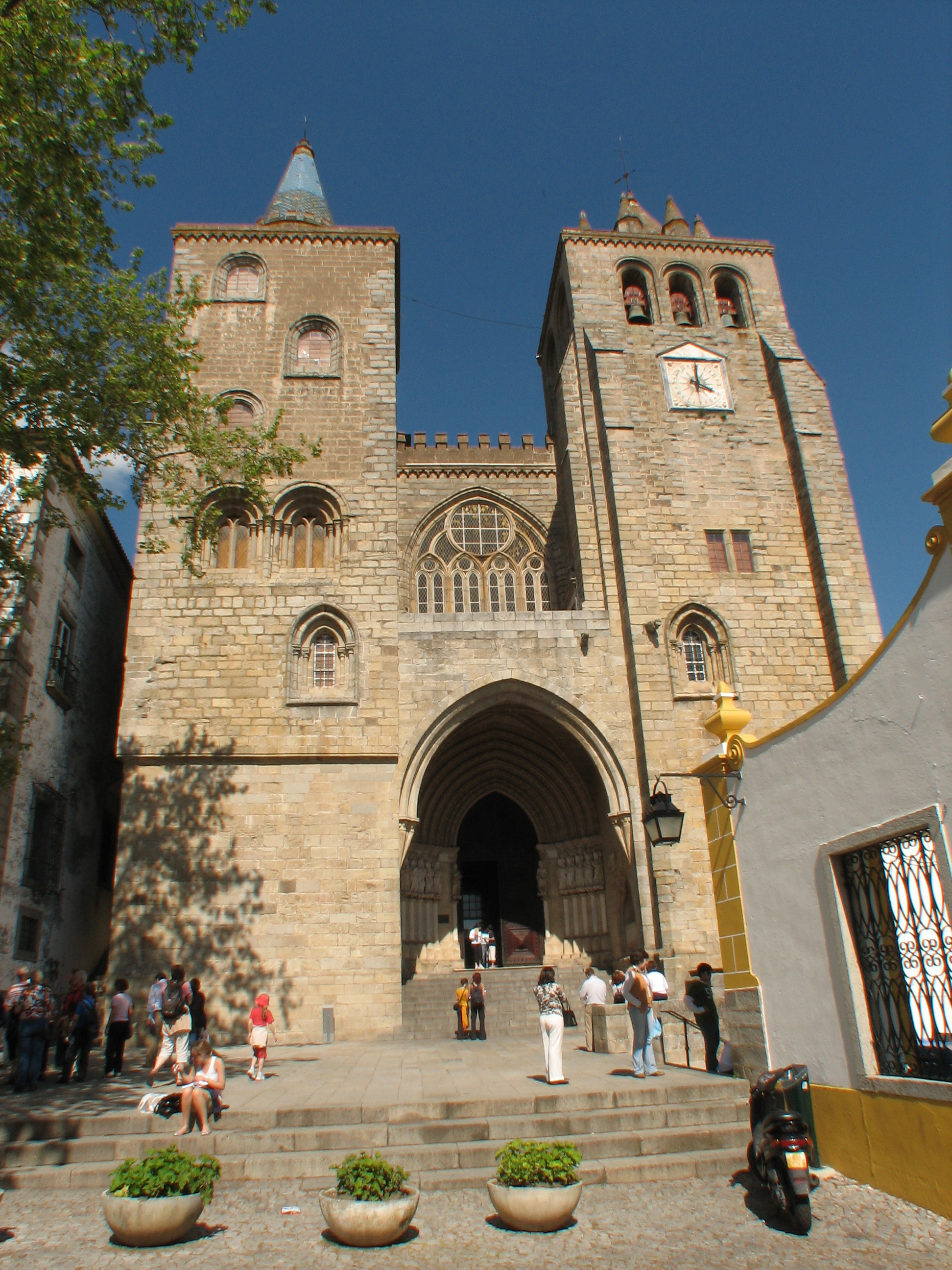
Katedra (Sé)

Położone na prawym brzegu rzeki Anas miasto istniało już w starożytności jako stolica celtyckiego plemienia Celtici. Po podboju przez Rzymian w 57 r. p.n.e., kolonia rzymska Ebora w prowincji rzymskiej Luzytania. Od IV w. siedziba biskupstwa. W 584 r. podbita przez wizygockiego króla Leowigilda. W średniowieczu dostało się pod panowanie Maurów (715 r.). Rekonkwista dotarła tu w 1166 r. Największy rozkwit przypada jednak na okres między XIV a XVI wiekiem, kiedy Évora znajdowała się we władaniu portugalskiego rodu Avis. Wzniesiono tu wówczas istniejące do dziś liczne pałace, a także budynki w stylu manuelińskim i renesansowym. W 1559 roku powstał tu także uniwersytet jezuicki, założony przez ówczesnego kardynała, a późniejszego króla Henryka I. Uniwersytet został zamknięty w XVIII wieku na polecenie markiza de Pombal, reaktywowany dopiero w latach 70. XX wieku. Miasto straciło na znaczeniu po przejęciu kontroli nad Portugalią przez władców hiszpańskich w 1580 roku. Évora była w kolejnych stuleciach prowincjonalnym ośrodkiem handlowym, chociaż tutejszy uniwersytet działał jeszcze do 1759 roku. Współcześnie mieszka tu 50 tys. mieszkańców, a więc dwukrotnie mniej niż w średniowieczu.

## Zabytki
Najstarsze zabytki w okolicach Évory, to megalityczne Menir dos Almendres (menhir), Anta Grande do Zambujeiro (dolmen) i Cromeleque dos Almendres (kromlech).
Z czasów rzymskich w Évorze zachowała się świątynia (Templo Romano), będąca najlepiej zachowaną starożytną świątynią w Portugalii. Nie wiadomo dokładnie, jakiemu bóstwu była poświęcona, istnieją hipotezy mówiące o kulcie Diany w tym miejscu, jednak bardziej prawdopodobne jest, że była to świątynia Jowisza. Budowla pochodzi z II wieku n.e., a jej dobry stan zachowania wynika z faktu, że wykorzystywano ją także w czasach późniejszych – w średniowieczu było to miejsce egzekucji ofiar Świętej Inkwizycji, arsenał, teatr, później zaś – aż do 1870 roku – istniała tu rzeźnia.
Z czasów panowania Maurów w Évorze zachował się oryginalny układ uliczek z wybielanymi wapnem domami.
Tuż po odbiciu miasta przez Portugalczyków w XII wieku wzniesiono tu także romańską katedrę (Sé) – budowę rozpoczęto w 1186 roku, świątynię konsekrowano w 1204. Obiekt ten był w późniejszych stuleciach wielokrotnie przebudowywany i masywne, romańskie wieże obronne kontrastują dziś z późniejszymi gotyckimi elementami architektonicznymi. W katedrze tej Vasco da Gama poświęcił proporce przed wyprawą do Indii. Przy katedrze działa muzeum, mieszczące się w dawnym pałacu arcybiskupim.
Z XV wieku pochodzi natomiast Kościół św. Franciszka (Igreja de São Francisco) i przylegająca do niego Capela dos Ossos – "kaplica kości". Ściany i kolumny kaplicy pokryte są  kośćmi ponad 5 tysięcy mnichów. W XV i XVI wieku w okolicach Evory znajdowało się ponad 40 cmentarzy klasztornych, a ponieważ ziemia była wówczas cenna, tutejsi mnisi zgromadzili szczątki umarłych w jednym miejscu. Przy wejściu do kaplicy umieszczony jest napis Nós osso que aqui estamos, pelos vossos esperamos (Nasze kości, które tu spoczywają, na wasze kości czekają).
Mury obronne wokół miasta wznieśli Rzymianie w I w. n.e., ale do dziś zachowały się tylko ich fragmenty. Właściwe fortyfikacje z 40 basztami i 10 bramami wybudowano w XIV w., a podwyższono je po 1640 r. dla obrony przed Hiszpanami.
Do innych zabytków miasta zaliczają się między innymi pustelnia São Bras (Ermida de São Brás), uważana za jedną z prac Diogo de Boitaca, Kościół Matki Bożej Łaskawej (Igreja Nossa Senhora da Graça) z XVI-wiecznym frontonem z rzeźbami Atlasów podtrzymujących kule ziemskie (motyw ten występuje w herbie króla Manuela), klasztor Calvario z 1570 roku, kościół i klasztor Klarysek i inne.

## Demografia
| Liczba ludności gminy Évora (1801–2011) | Liczba ludności gminy Évora (1801–2011) | Liczba ludności gminy Évora (1801–2011) | Liczba ludności gminy Évora (1801–2011) | Liczba ludności gminy Évora (1801–2011) | Liczba ludności gminy Évora (1801–2011) | Liczba ludności gminy Évora (1801–2011) | Liczba ludności gminy Évora (1801–2011) | Liczba ludności gminy Évora (1801–2011) | Liczba ludności gminy Évora (1801–2011) |
| --------------------------------------- | --------------------------------------- | --------------------------------------- | --------------------------------------- | --------------------------------------- | --------------------------------------- | --------------------------------------- | --------------------------------------- | --------------------------------------- | --------------------------------------- |
| 1801                                    | 1849                                    | 1900                                    | 1930                                    | 1960                                    | 1981                                    | 1991                                    | 2001                                    | 2004                                    | 2011                                    |
| 18 620                                  | 16 995                                  | 25 563                                  | 35 903                                  | 50 095                                  | 51 572                                  | 53 754                                  | 56 519                                  | 55 619                                  | 56 596                                  |

## Sołectwa
Sołectwa gminy Évora (ludność wg stanu na 2011 r.):
- Bacelo – 9309 osób
- Canaviais – 3442 osoby
- Horta das Figueiras – 10 006 osób
- Malagueira – 12 373 osoby
- Nossa Senhora da Boa Fé – 322 osoby
- Nossa Senhora da Graça do Divor – 486 osób
- Nossa Senhora da Tourega – 686 osób
- Nossa Senhora de Guadalupe – 465 osób
- Nossa Senhora de Machede – 1123 osoby
- Santo Antão – 1323 osoby
- São Bento do Mato – 1151 osób
- São Mamede – 1724 osoby
- São Manços – 938 osób
- São Miguel de Machede – 794 osoby
- São Sebastião da Giesteira – 760 osób
- São Vicente do Pigeiro – 364 osoby
- Sé e São Pedro – 1691 osób
- Senhora da Saúde – 8924 osoby
- Torre de Coelheiros – 715 osób

## Współpraca
- Angra do Heroísmo, Portugalia
- Suzdal, Rosja
- Mozambik, Mozambik
- Chartres, Francja
- Tønsberg, Norwegia

## Galeria

Évora
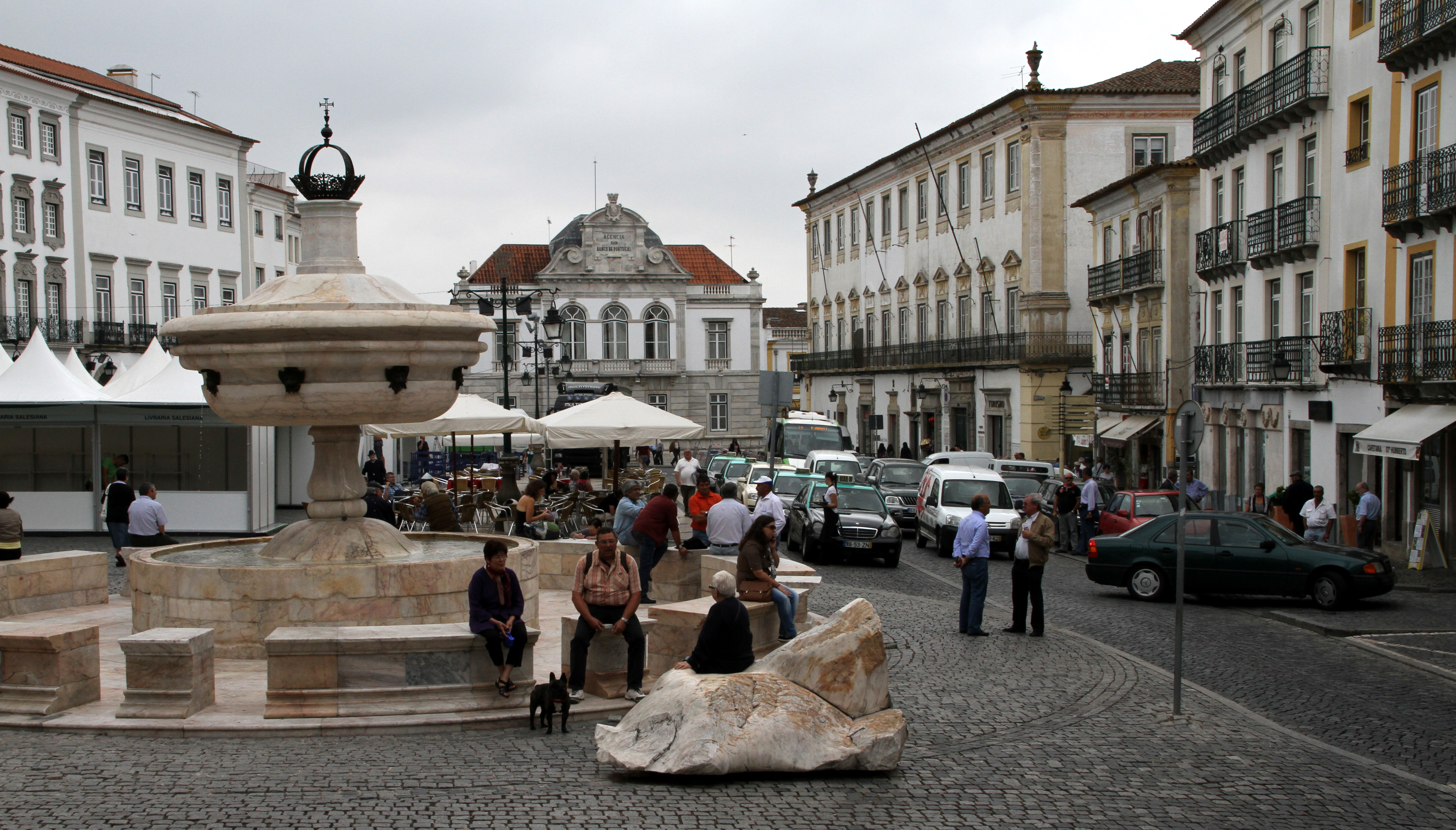
Praca de Giraldo
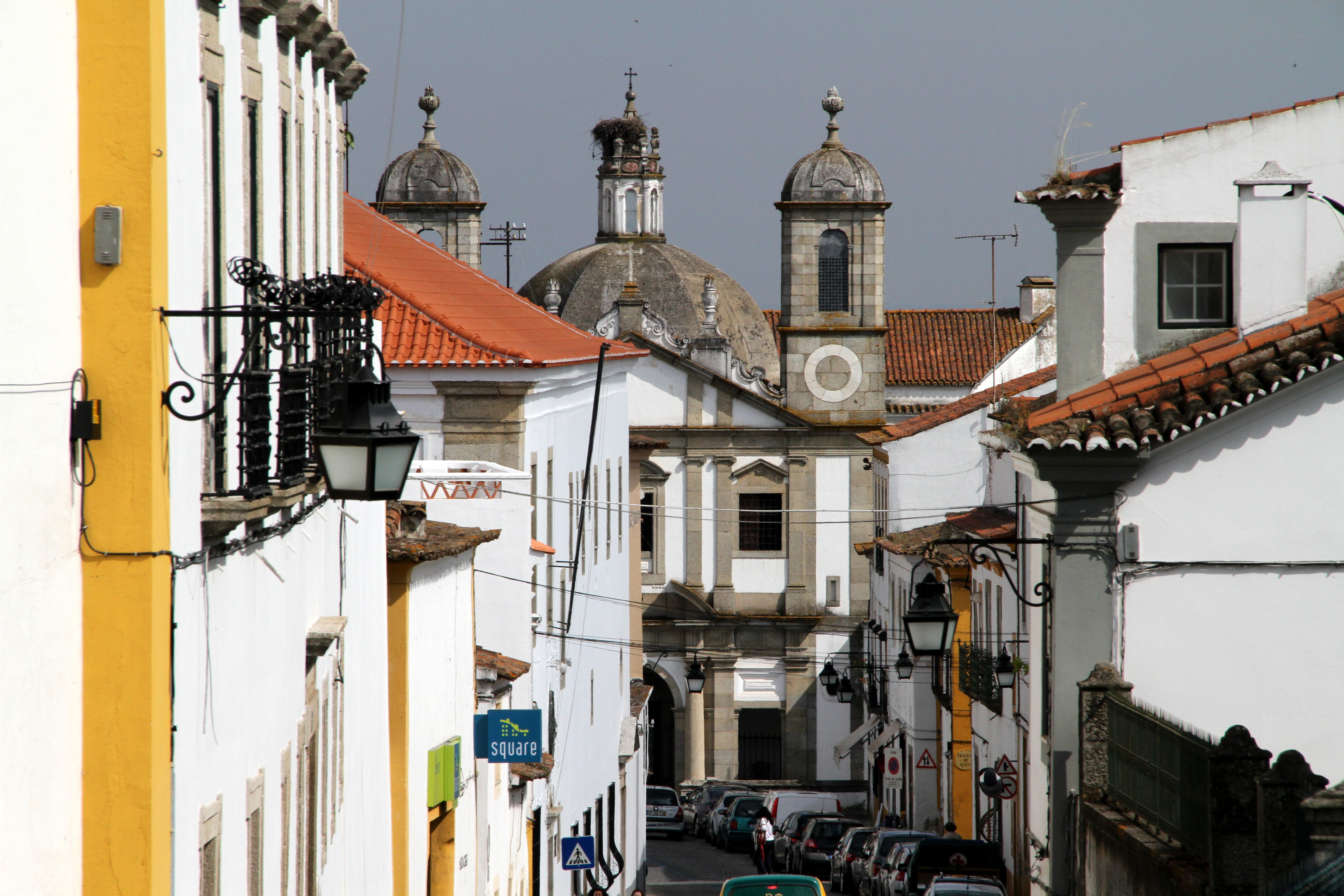
Senhor Jesus da Pobreza
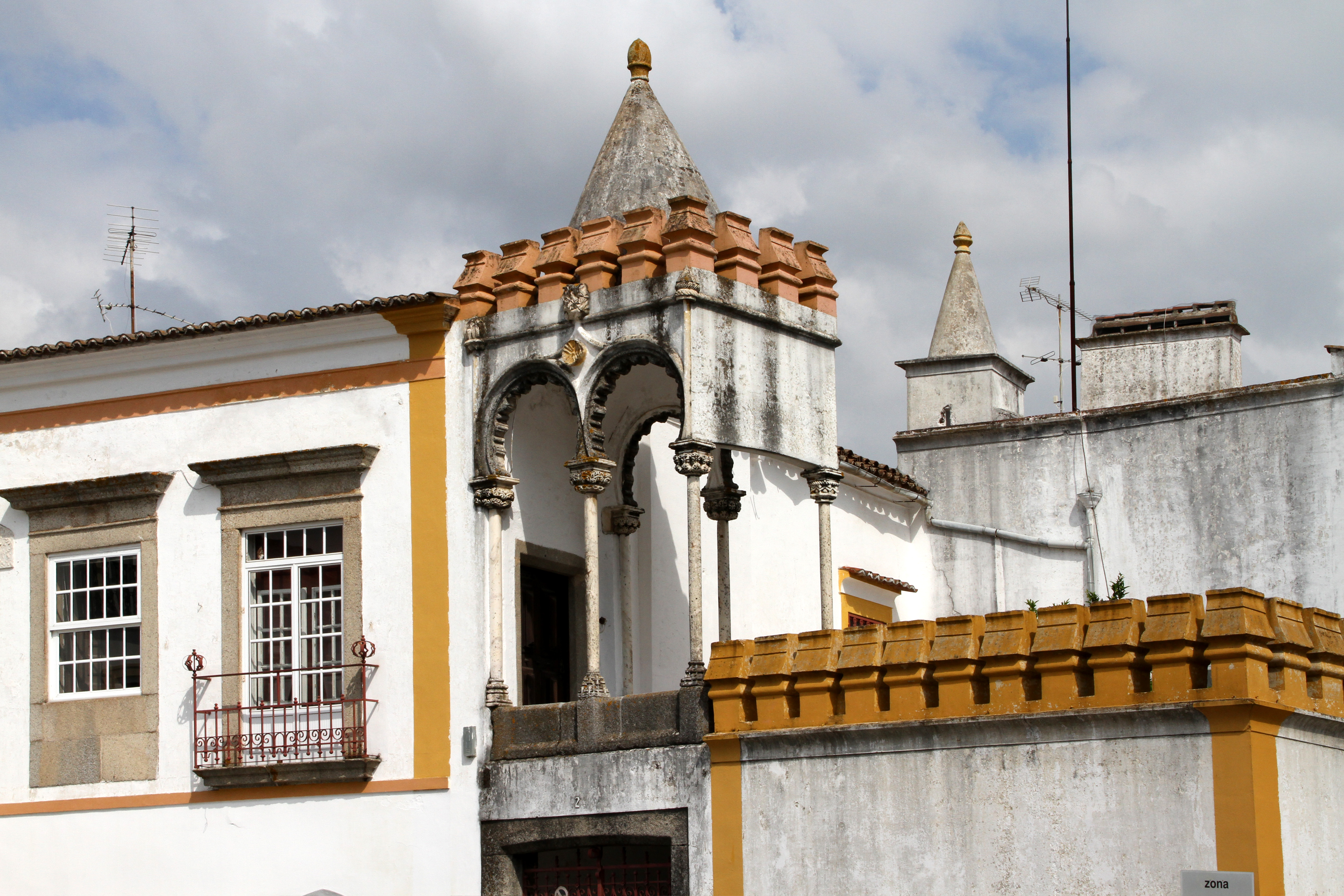
Casa Cordovil
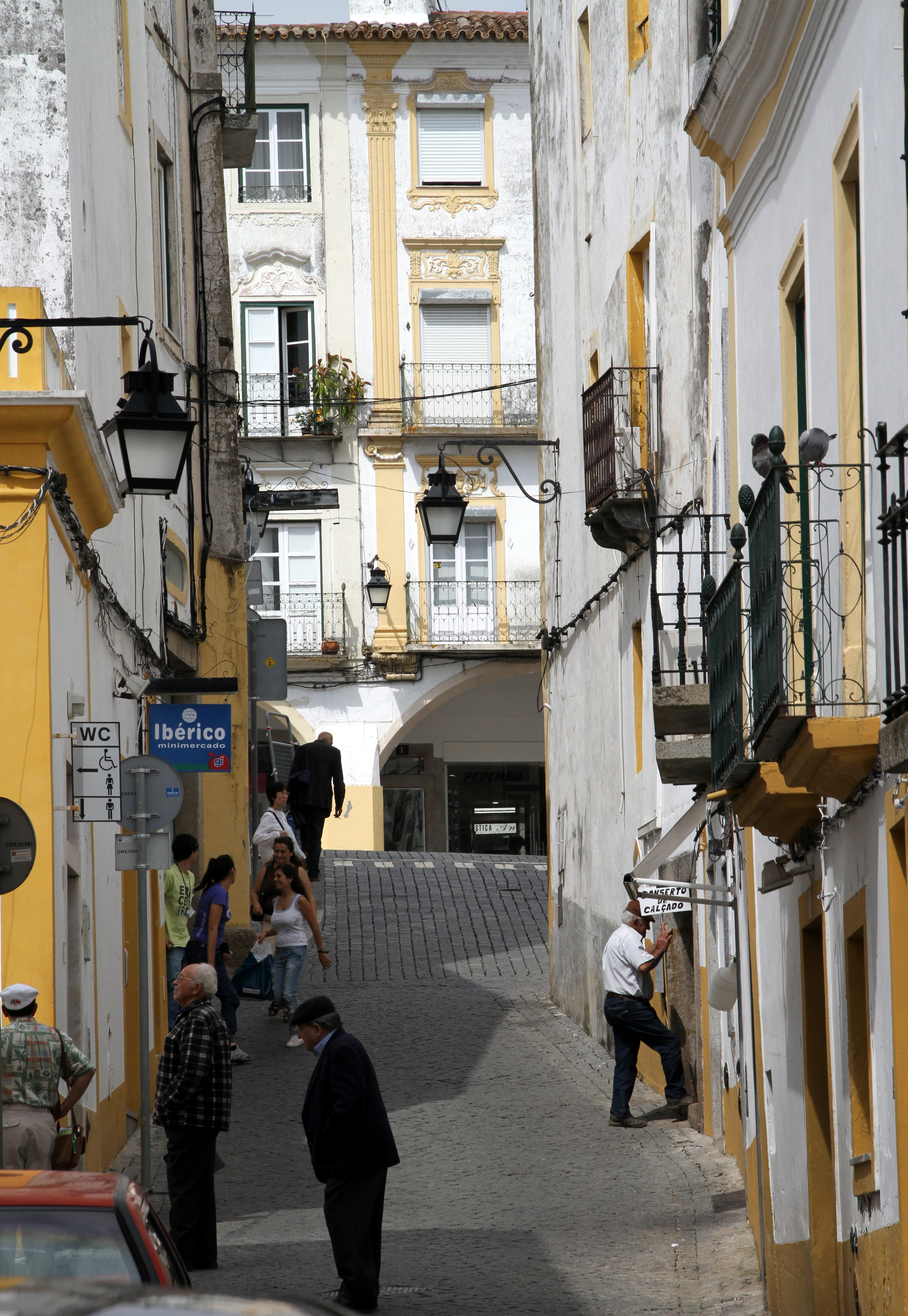
Ulica w Évorze
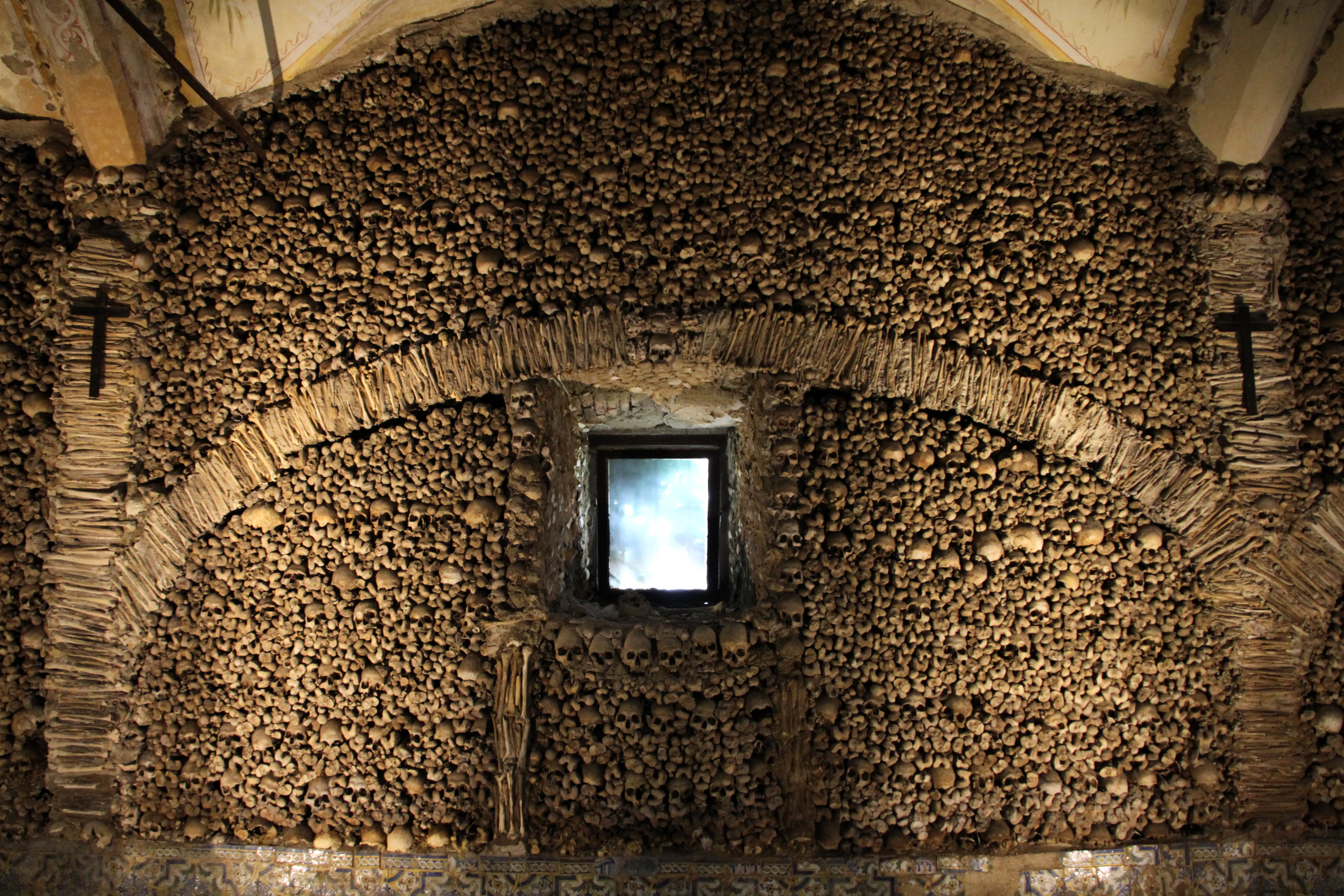
Capela dos Ossos
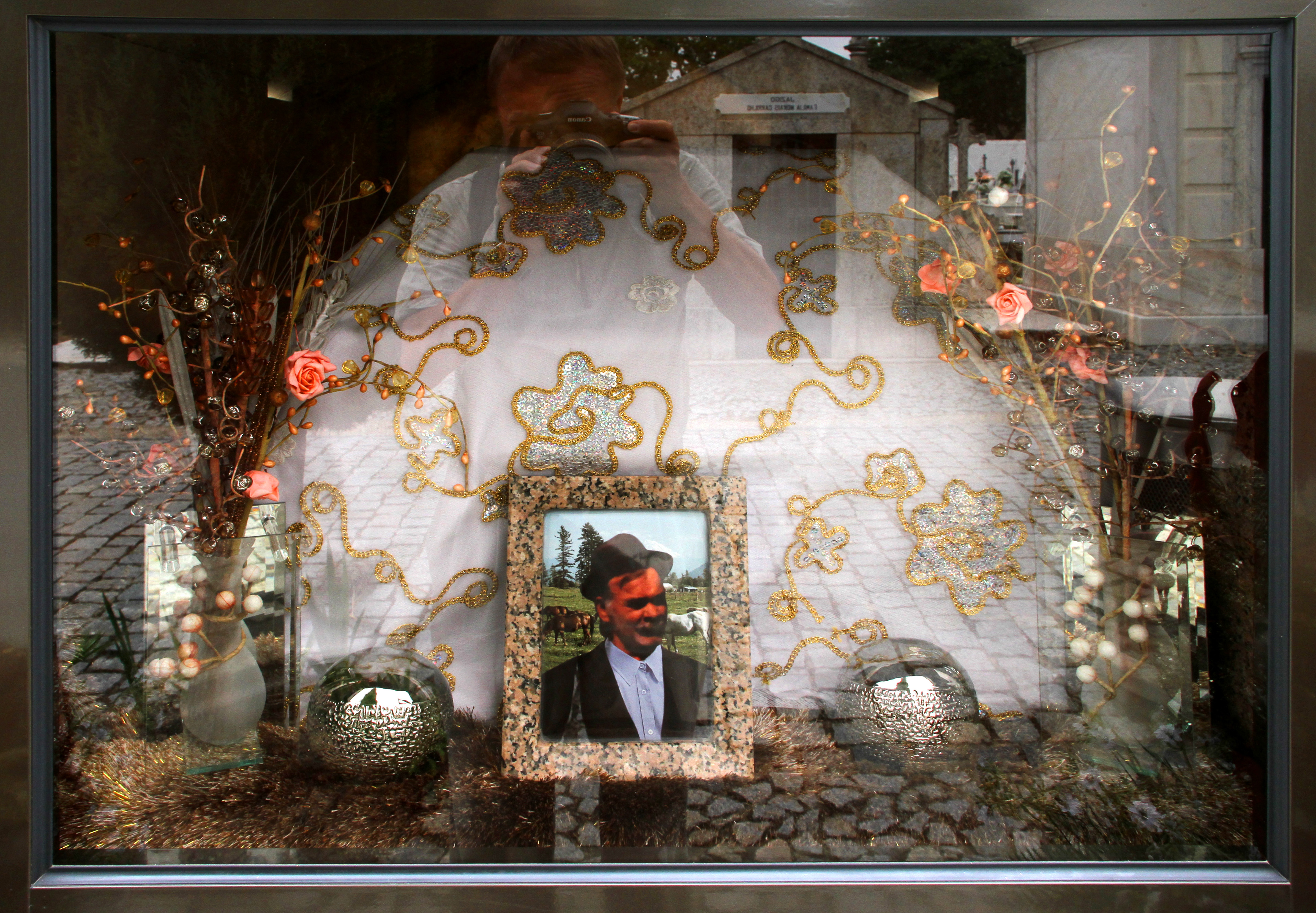
Cmentarz
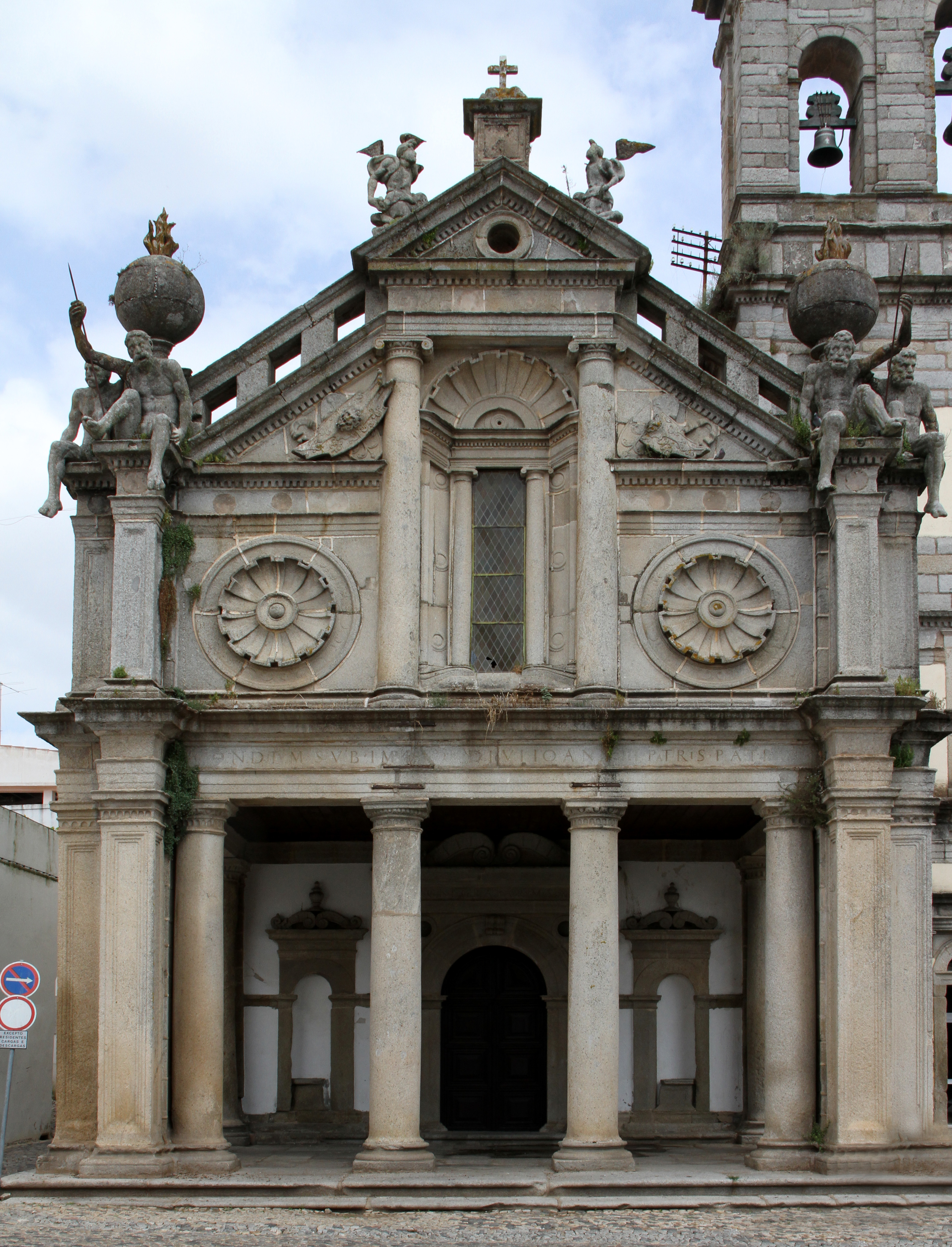
Igreja da Graca
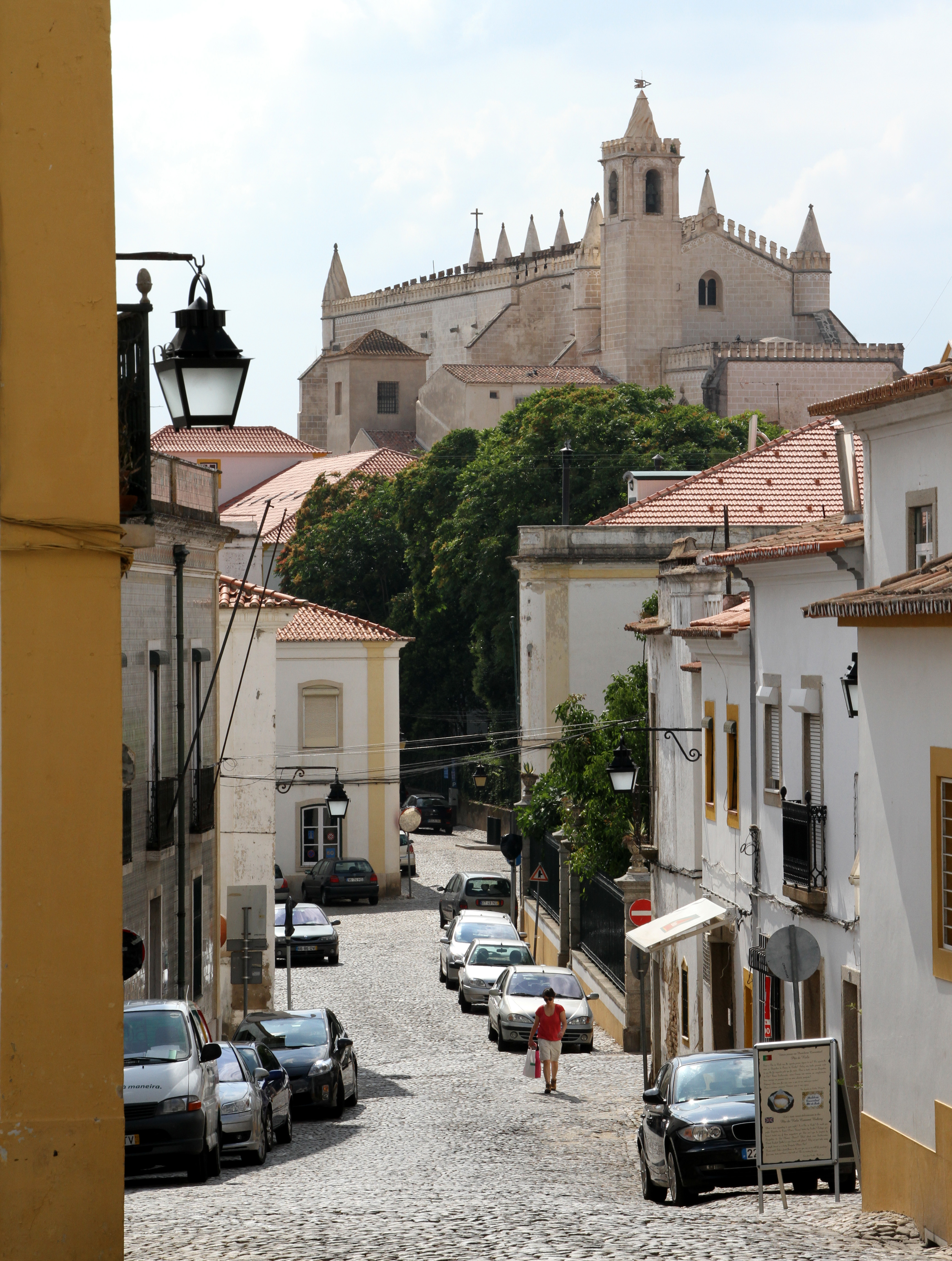
Sao Francisco